# Salvins negrito
De Salvins negrito (Lessonia oreas) is een zangvogel uit de familie Tyrannidae (tirannen). De Nederlandse naam verwijst naar de Engelse zoöloog Osbert Salvin, een van de auteurs die deze vogel in 1869 geldig heeft beschreven.

## Verspreiding en leefgebied
Deze soort komt voor van Peru tot noordelijk Chili en noordwestelijk Argentinië.

## Status
De grootte van de populatie is niet gekwantificeerd maar de soort wordt omschreven als vrij algemeen. Op de Rode lijst van de IUCN heeft deze soort de status niet bedreigd.